# Quebrada Umo Khauo
La quebrada Umo Khauo es una cuenca endorreica ubicada a ambos lados del límite internacional entre el Departamento de Potosí en Bolivia y la Región de Tarapacá en Chile.
Limita al norte y al oeste con la cuenca del río Cariquima, al sur con la cuenca del río Cancosa y al este con el salar de Coipasa. La mayor parte de la hoya se encuentra en Bolivia.: 14 
Según el informe Diagnóstico Plan Maestro de Recursos Hídricos tiene un área de drenaje de solo 60 km²: 89 . Sin embargo, el informe Levantamiento Hidrogeológico para el Desarrollo de Nuevas Fuentes de Agua le asigna un área de drenaje de 265 km².: 19  Es posible que el primero señale solo la parte chilena y el segundo el área total de la cuenca. Ambos informes coinciden en que la cuenca tiene una altitud mínima de 3662 m s. n. m., media de 3877 m s. n. m. y máxima de 4.431 m s. n. m. Su punto de equilibrio es el lago Livis Khota (Ecia Livis Kkota en el mapa estadounidense), en Bolivia.
Es interesante señalar que el informe Diagnóstico Plan Maestro de Recursos Hídricos constata la dificultad para encontrar información sobre las cuencas quebrada de Carcas, estero Sencata (¿arroyo Sencata?) y laguna Lagunillas (colindante al salar de Huasco).: 85 